# Museu de História e Artes do Estado do Rio de Janeiro
O Museu de História e Artes do Estado do Rio de Janeiro (MHAERJ), ou Museu do Ingá (como é popularmente conhecido) é um museu localizado  no Palácio Nilo Peçanha, também chamado Palácio do Ingá, na Rua Presidente Pedreira, no Ingá, em Niterói, no Rio de Janeiro, no Brasil. É vinculado à Fundação de Artes do Estado do Rio de Janeiro (FUNARJ).
Junto ao museu, funciona o Centro de Referência, Pesquisa e Documentação em História e Culturas Fluminense, um núcleo de pesquisa multidisciplinar especializado em história e cultura fluminense, que agrega, à sua equipe, sociólogos, antropólogos, historiadores, cientistas políticos, arquivistas e conservadores, centrados na trajetória do antigo Estado do Rio de Janeiro no período referente a 1904-1974. Integram, o acervo do Centro, até o momento, os fundos de documentos de importantes políticos fluminenses, como o dos antigos governantes do estado Nilo Peçanha, Raul de Moraes Veiga, Ernani do Amaral Peixoto, Miguel Couto Filho, Celso Peçanha, Togo Póvoa de Barros e Raimundo Padilha.

## Histórico do prédio
O museu está instalado no Palácio do Ingá. Em 1896, a casa foi vendida ao Visconde de Sande, José Francisco Correia, futuro Conde de Agrolongo, que a reformou, adquirindo móveis e objetos decorativos condizentes com sua situação de próspero industrial. O Palacete Sande, como ficou conhecido, foi o palco de recepções que atraíam a elite da sociedade fluminense.
Em 1903, o Visconde retornou a Portugal e o palacete foi comprado pelo governador eleito, Nilo Procópio Peçanha, para servir de sede do Governo fluminense, uma vez que a capital do Estado retornava após um período em Petrópolis a Niterói, e lá permanecendo. Em 1907, o governador Alfredo Backer determinou que o arquiteto René Badra remodelasse a decoração interna e externa. Em 1920, sofreu obras para acréscimo de dependências destinadas à residência dos governadores (ao invés da construção do edifício do palácio do governador no centro cívico da Praça da República de Niterói). Em 1967, no governo Geremias Fontes, foram construídos uma piscina e um terceiro pavimento, hoje destinado à administração do museu. Ainda em 1967, passou a se chamar Palácio Nilo Peçanha.
Devido à fusão do estado da Guanabara e do estado do Rio de Janeiro, a capital do Estado foi transferida para a cidade do Rio de Janeiro em 1975, perdendo, assim, o palácio, sua finalidade política. Em março de 1977, foi criado, através de decreto, o Museu Histórico do Estado do Rio de Janeiro.
Em 1991, por decreto, o Museu Histórico do Estado do Rio de Janeiro e o Museu de Artes e Tradições Populares, criado no antigo estado da Guanabara em 1964 com o objetivo de estudar, coletar e preservar acervos que permitissem difundir a cultura material e espiritual de diversas regiões do país, com relevância para o Estado do Rio de Janeiro, e que funcionava no prédio no parque do Flamengo que abrigou, por muitos anos, o Museu Carmen Miranda, passaram a constituir o Museu de História e Artes do Estado do Rio de Janeiro (MHAERJ). Junto ao museu, se desenvolveu, também, um centro de pesquisa, o Centro de Estudos Fluminenses, tanto a partir do seu acervo arquivístico e pelo recebimento de acervo doado pelas famílias de importantes políticos fluminenses, como pela presença de profissionais especializados entre os membros da equipe gestora e operacional do órgão.
Há ainda, aos fundos do edifício principal, que abriga o espaço de exposições e administração, prédios anexos, que, anteriormente ao museu, abrigavam espaço para empregados do palácio, e que atualmente são utilizados para as oficinas e cursos de artes plásticas. Também, há um amplo jardim parcialmente preservado do seu traçado do tempo de palácio e residência oficial dos governadores, aberto ao público. E há, também, a biblioteca do museu.

## Acervo
O museu possui aproximadamente 4 800 peças entre mobiliário, porcelana, acessórios de indumentária, documentos, cristais, escultura, fotografias, numismática e pinturas. A maior parte do acervo é constituída por peças representativas das artes e tradições populares de vários estados brasileiros e em especial do Estado do Rio de Janeiro. Do acervo variado, o museu apresenta peças de Mestre Vitalino, Zé Caboclo, Carrancas do Guarani e esculturas de Mudinho. Este acervo está dividido em seis coleções distintas:
- Coleção Artes e Tradições Populares
- Coleção Pinturas Brasileiras
- Pinacoteca Lucílio de Albuquerque
- Coleção de Leques e Porcelanas
- Coleção Palácio Nilo Peçanha
- Coleção Governantes Fluminenses

Na década de 2000, recebeu o acréscimo da Coleção BANERJ, oriunda do patrimônio de obras de arte não repassadas aos novos proprietários desse banco estadual com sua privatização.

## Biblioteca
Centrado em obras de história da arte, folclore, história do Brasil e do estado do Rio de Janeiro, a biblioteca reúne aproximadamente 12 000 volumes e 402 títulos de periódicos. Somam-se, ao acervo, coleções particulares de Clarival do Prado Valladares, historiador e crítico de arte; de Haroldo Barroso, escultor; de Júlio Xavier Figueiredo, pesquisador e escritor; a do acadêmico Odilo Costa Filho; a do bibliófilo Alberto Lima; e a coleção das oficinas de gravura e escultura realizadas no museu.

## Cursos e setor educativo
O museu organiza turmas de cursos de iniciação artística (oficina de gravura (básico), oficina de escultura, oficina de pintura, oficina de papel artesanal e oficina de cerâmica).
O setor educativo do museu proporciona, a grupos, principalmente escolares, a oportunidade de conhecer o espaço e se familiarizar com ele através da mediação de visitas, além de oficinas.